# Lista obiektów wyniesionych w kosmos (1957–1969)
Katalog obiektów wyniesionych w kosmos od 1957 do 1969. Katalog zawiera wszystkie obiekty, które osiągnęły co najmniej pierwszą prędkość kosmiczną i weszły na orbitę okołoziemską. Lista może być niepełna.

## 1957
- 1957-001B – Sputnik 1 – 25 października 1957 – 4 stycznia 1958
  - 1957-001A – rakieta nośna Sputnik 8K71PS – 1 grudnia 1957
- 1957-002A – Sputnik 2 – 3 listopada 1957 – 14 kwietnia 1958
- 1957-F01 – Vanguard 1A – 6 grudnia 1957 – eksplozja rakiety 2 sekundy po starcie

## 1958
- 1958-001A – Explorer 1 – 1 lutego 1958 – 31 marca 1970
- 1958-F01 – Vanguard 1B – 5 lutego 1958 – utrata kontroli nad rakietą w 57 sekundzie lotu
- 1958-F02 – Explorer 2 – 5 marca 1958 – nie odpalił się 4 stopień rakiety.
- 1958-002B – Vanguard 1C – 17 marca 1958 – koniec pracy maj 1964 – pozostaje na orbicie
- 1958-003A – Explorer 3 – 26 marca 1958 – 28 czerwca 1958
- 1958-F03 – Obiekt D nr 1 – 27 kwietnia 1958 – eksplozja rakiety
- 1958-F04 – Vanguard 2A – 29 kwietnia 1958 – nie odpalenie się 3. stopnia rakiety
- 1958-004B – Sputnik 3 – 15 maja 1958 – 6 kwietnia 1960
- 1958-F05 – Vanguard 2B – 28 maja 1958 – stopień 3. uzyskał niewłaściwą orbitę
- 1958-F06 – Vanguard 2C – 26 czerwca 1958 – przedwczesne wyłączenie się 2. stopnia rakiety
- 1958-F07 – Pilot 1 – 25 lipca 1958
- 1958-005A – Explorer 4 – 26 lipca 1958 – koniec pracy 5 października 1958 – 23 października 1959
- 1958-F08 – Pilot 2 – 12 sierpnia 1958
- 1958-F09 – Pioneer – 17 sierpnia 1958 – eksplozja rakiety w 77. sekundzie lotu
- 1958-F10 – Pilot 3 – 22 sierpnia 1958
- 1958-F11 – Explorer 5 – 24 sierpnia 1958 – kolizja pierwszego członu z wyższymi
- 1958-F12 – Pilot 4 – 25 sierpnia 1958
- 1958-F13 – Pilot 5 – 26 sierpnia 1958
- 1958-F14 – Pilot 6 – 28 sierpnia 1958
- 1958-F15 – E–1 1 – 23 września 1958 – eksplozja rakiety w 93. sekundzie lotu
- 1958-U01 – Vanguard 2D – 26 września 1958 – 2. stopień rakiety osiągnął za małą moc
- 1958-006 – Pioneer 1 – 11 października 1958 – 13 października 1958
- 1958-F17 – E-1 2 – 11 października 1958 – eksplozja rakiety w 114. sekundzie lotu
- 1958-F18 – Beacon 1 – 23 października 1958 – przedwczesne oddzielenie się członów górnych rakiety
- 1958-F19 – Pioneer 2 – 8 listopada 1958 – nie odpalenie się 3. stopnia rakiety
- 1958-F20 – E–1 3 – 4 grudnia 1958 – wyłączenie się silników głównych w 245. sekundzie lotu
- 1958-008A – Pioneer 3 – 6 grudnia 1958 – 7 grudnia 1958
- 1958-006A – SCORE – 18 grudnia 1958 – 30 grudnia 1958

## 1959
- 1959-012A  – Łuna 1 – 2 stycznia 1959
- 1959-E01   – Discoverer 0 – 21 stycznia 1959
- 1959-001A  – Vanguard 2 – 17 lutego 1959 – 8 marca 1959
- 1959-002A  – Discoverer 1 – 28 lutego 1959 – 17 marca 1959
- 1959-013A  – Pioneer 4 – 3 marca 1959 – heliocentryczna
- 1959-003A  – Discoverer 2 – 13 kwietnia 1959 – 21 kwietnia 1959 (koniec pracy)
- 1959-F01   – Vanguard 3A – 14 kwietnia 1959 – nie osiągnął orbity
- 1959-F02   – Discoverer 3 – 3 czerwca 1959 – nie osiągnął orbity
- 1959-F06   – E–1 5 – 18 czerwca 1959 – nie osiągnął orbity
- 1959-F03   – Vanguard 3B – 22 czerwca 1959 – nie osiągnął orbity
- 1959-U01   – Discoverer 4 – 25 czerwca 1959 – nie osiągnął orbity
- 1959-F05   – Explorer S-1 – 16 czerwca 1959 – nie osiągnął orbity
- 1959-004A  – Explorer 6 – 7 sierpnia 1959 – 6 października 1959
- 1959-005A  – Discoverer 5 – 13 sierpnia 1959 – 28 września 1959
- 1959-F09   – Beacon 2 – 15 sierpnia 1959 – nie osiągnął orbity
- 1959-006A  – Discoverer 6 – 19 sierpnia 1959 – 20 października 1959
- 1959-014A  – Łuna 2 – 12 września 1959 – uderzenie w powierzchnię Księżyca
- 1959-F08   – Transit 1A – 17 września 1959 – nie osiągnął orbity
- 1959-007A  – Vanguard 3C – 18 września 1959 – 11 grudnia 1959
- 1959-E02   – bez ładunku – 24 września 1959 – eksplozja rakiety Atlas C Able
- 1959-008A  – Łuna 3 – 4 października 1959 – heliocentryczna
- 1959-009A  – Explorer 7 – 13 października 1959 – 24 sierpnia 1961
- 1959-010A  – Discoverer 7 – 7 listopada 1959 – 26 listopada 1959
- 1959-011A  – Discoverer 8 – 20 listopada 1959 – 8 marca 1960
- 1959-F09   – Pioneer P 3 – 26 listopada 1959 – nie osiągnął orbity

## 1960
- 1960-F01 – Discoverer 9 – 4 lutego 1960 – nie osiągnął orbity
- 1960-F02 – Discoverer 10 – 19 lutego 1960 – nie osiągnął orbity
- 1960-F03 – MIDAS 1 – 26 lutego 1960 – start nieudany
- 1960-001A – Pioneer 5 – 11 marca 1960
- 1960-F04 – S-46 – 23 marca 1960
- 1960-002B – TIROS 1 – 1 kwietnia 1960 – 15 kwietnia 1960
  - 1960-003B – Transit 1B – 13 kwietnia 1960 – 5 października 1967
- 1960-U01 – E-3 1 – 15 kwietnia – częściowe powodzenie
- 1960-004A – Discoverer 11 – 15 kwietnia
- 1960-F06 – E-3 2 – 16 kwietnia – nie osiągnął orbity
- 1960-F07 – Echo 1 – 13 maja 1960 – nie osiągnął orbity
- 1960-005A – Korabl-Sputnik 1 – 15 maja 1960 – 19 maja 1960 – 15 października 1965
  - 1960-005D do I – Fragmenty Sputnika 4, który rozpadł się podczas powrotu do atmosfery
- 1960-006A – MIDAS 2 – 24 maja 1960 – 26 maja 1960 – 7 lutego 1974
- 1960-007A – Transit 2A – 22 czerwca 1960
  - 1960-007B – Solrad 1 – 22 czerwca 1960
- 1960-F08 – Discoverer 12 – 29 czerwca – niepowodzenie
- 1960-F09 – Korabl-Sputnik 2 – 28 lipca
- 1960-008A – Discoverer 13 – 10 sierpnia 1960 – 12 sierpnia 1960 (wodowanie)
- 1960-009A – Echo 1A – 12 sierpnia 1960 – 24 maja 1968
- 1960-010A – Discoverer 14 – 18 sierpnia 1960 – 16 września 1960
- 1960-F10 – Courier 1A – 18 sierpnia – eksplozja rakiety
- 1960-011A – Sputnik 5 – 19 sierpnia 1960 – 20 sierpnia 1960
- 1960-012A – Discoverer 15 – 13 września 1960 – 18 października 1960
- 1960-U02 – HETS – 21 września
- 1960-F11 – Pioneer P-30 – 25 września
- 1960-U03 – ST-2 – 4 października
- 1960-013A – Courier 1B – 4 października 1960 – 21 października 1960
- 1960-F12 – Mars 1M 1 – 10 października 1960 – awaryjne zniszczenie rakiety wraz z ładunkiem
- 1960-F13 – SAMOS 1 – 11 października 1960
- 1960-F14 – Mars 1M 2 – 14 października – awaria rakiety nośnej
- 1960-F15 – Discoverer 16 – 26 października
- 1960-014A – Explorer 8 – 3 listopada 1960 – 27 grudnia 1960
- 1960-F?? – HETS – 8 listopada 1960 – start nieudany
- 1960-015A – Discoverer 17 – 12 listopada 1960 – 14 listopada 1960
- 1960-016A – TIROS 2 – 23 listopada 1960 – 4 grudnia 1961
- 1960-F16 – Transit 3A – 30 listopada 1960

1960-F16 – Solrad 2
- 1960-017A – Korabl-Sputnik 3 – 1 grudnia 1960 – 2 grudnia 1960
  - 1960-017B – bliżej nie określona część rakiety nośnej – 2 grudnia 1960
- 1960-F17 – S-56 – 4 grudnia
- 1960-018A – Discoverer 18 – 7 grudnia 1960 – 10 grudnia 1960
- 1960-F18 – Pioneer P-31 – 15 grudnia
- 1960-019A – Discoverer 19 – 20 grudnia 1960 – 23 stycznia 1961
- 1960-F19 – Korabl-Sputnik 4 – 22 grudnia

## 1961
- 1961-001A – SAMOS 2 – 31 stycznia 1961 – 2 marca 1961 – 21 października 1973
- 1961-002A – Sputnik 7 – 4 lutego 1961 – 26 lutego 1961
- 1961-003A – Wenera 1 – 12 lutego 1961
- 1961-004A – Explorer 9 – 16 lutego 1961 – 9 kwietnia 1964
- 1961-005A – Discoverer 20 – 17 lutego 1961 – 28 lipca 1962
- 1961-006A – Discoverer 21 – 18 lutego 1961 – 20 kwietnia 1962
- 1961-007A – Transit 3B, LOFTI 1 – 22 lutego 1961
- 1961-F01 – S-45 – 25 lutego 1961
- 1961-008A – Korabl-Sputnik 4 – 9 marca 1961 – 9 marca 1961 (powrót kapsuły na Ziemię)
- 1961-009A – Korabl-Sputnik 5 – 25 marca 1961 – 25 marca 1961 (powrót kapsuły na Ziemię)
- 1961-010A – Explorer 10 – 25 marca 1961 – 30 kwietnia 1961
- 1961-F02 – Discoverer 22 – 30 marca 1961
- 1961-011A – Discoverer 23 – 8 kwietnia 1961 – 16 kwietnia 1962
- 1961-012A – Wostok 1 – 12 kwietnia 1961 – powrót na Ziemię
- 1961-F03 – Mercury-Atlas 3 – 25 kwietnia 1961 – awaria rakiety nośnej
- 1961-013A – Explorer 11 – 27 kwietnia 1961 – wrzesień 1961 – na orbicie
- 1961-F04 – S-45A – 24 maja 1961
- 1961-F05 – Discoverer 24 – 8 czerwca 1961
- 1961-014A – Discoverer 25 – 16 czerwca 1961 – 18 czerwca 1961 – 12 lipca 1961
- 1961-015A – Transit 4A – 29 czerwca 1961-?

1961-015B – Injun 1 i Solrad 3
- 1961-F06 – S-55 – 30 czerwca 1961
- 1961-016A – Discoverer 26 – 7 lipca 1961 – 9 lipca 1961
- 1961-017A – TIROS 3 – 12 lipca 1961 – 28 lutego 1962
- 1961-018A – MIDAS 3 – 12 lipca 1961 – pozostaje na orbicie
- 1961-F07 – Discoverer 27 – 21 lipca 1961
- 1961-F08 – Discoverer 28 – 4 sierpnia 1961
- 1961-019A – Wostok 2 – 6 sierpnia 1961 – 7 sierpnia 1961
- 1961-020A – Explorer 12 – 16 sierpnia 1961
- 1961-U01  – HETS – 17 sierpnia 1961
- 1961-021A – Ranger 1 – 23 sierpnia
- 1961-022A – Explorer 13 – 25 sierpnia
- 1961-023A – Discoverer 29 – 30 sierpnia 1961
- 1961-F09 – SAMOS 3 – 9 września 1961
- 1961-024A – Discoverer 30 – 12 września 1961
- 1961-025A – Mercury-Atlas 4 – 13 września 1961
- 1961-026A – Discoverer 31 – 17 września 1961
- 1961-027A – Discoverer 32 – 13 października 1961
- 1961-U03 – P-21 – 19 października 1961
- 1961-028A – MIDAS 4 – 21 października 1961
- 1961-F10 – Discoverer 33 – 23 października 1961
- 1961-F11 – DS-2 1 – 27 października 1961
- 1961-F12 – Mercury-Scout 1 – 1 listopada 1961
- 1961-029A – Discoverer 34 – 5 listopada 1961
- 1961-030A – Discoverer 35 – 15 listopada 1961
- 1961-031A – Transit 4B – 15 listopada

1961-031B – TRAAC
- 1961-032A – Ranger 2 – 18 listopada
- 1961-F13 – SAMOS 4 – 22 listopada 1961
- 1961-033A – Mercury-Atlas 5 – 29 listopada 1961
- 1961-U04 – HETS – 4 grudnia 1961
- 1961-F14 – Zenit-2 1 – 11 grudnia 1961
- 1961-034A – Discoverer 36 – 12 grudnia 1961

1961-034B – OSCAR 1
- 1961-F15 – DS-1 1 – 21 grudnia 1961
- 1961-035A – SAMOS 5 – 22 grudnia 1961

## 1962
- 1962-F01 – Discoverer 37 – 13 stycznia 1962
- 1962-F02 – GRAB 4, LOFTI 2, SECOR 1A, Injun 2, SURCAL 1 – 24 stycznia 1962
- 1962-001A – Ranger 3 – 26 stycznia 1962
- 1962-002A – TIROS 4 – 8 lutego 1962
- 1962-003A – Mercury-Atlas 6 – 20 lutego 1962
- 1962-004A – Ferret 1 – 21 lutego 1962
- 1962-005A – Discoverer 38 – 27 lutego 1962
- 1962-006A – OSO 1 – 7 marca 1962
- 1962-007A – SAMOS 6 – 7 marca 1962
- 1962-008A – Kosmos 1 – 16 marca 1962
- 1962-U01 – P-21A – 29 marca 1962
- 1962-009A – Kosmos 2 – 6 kwietnia 1962
- 1962-010A – MIDAS 5 – 9 kwietnia 1962
- 1962-011A – Discoverer 39 – 18 kwietnia 1962
- 1962-012A – Ranger 4 – 23 kwietnia 1962
- 1962-013A – Kosmos 3 – 24 kwietnia 1962
- 1962-014A – Kosmos 4 – 26 kwietnia 1962
- 1962-015A – Ariel 1 – 26 kwietnia 1962 – 9 listopada 1962
- 1962-016A – SAMOS 7 – 26 kwietnia 1962
- 1962-F03 – GRAB 4B – 26 kwietnia 1962
- 1962-017A – Discoverer 40 – 29 kwietnia 1962
- 1962-F04 – ANNA 1A – 10 maja 1962
- 1962-018A – Discoverer 41 – 15 maja 1962
- 1962-019A – Mercury-Atlas 7 – 24 maja 1962
- 1962-F05 – P35-1 – 24 maja 1962
- 1962-020A – Kosmos 5 – 28 maja 1962
- 1962-021A – Discoverer 42 – 30 maja 1962
- 1962-F06 – Zenit-2 3 – 1 czerwca 1962
- 1962-022A – Corona 43 – 2 czerwca 1962

1962-022B – OSCAR 2
- 1962-023A – SAMOS 8 – 17 czerwca 1962
- 1962-024A – Ferret 2 – 18 czerwca 1962
- 1962-025A – TIROS 5 – 19 czerwca 1962
- 1962-026A – Corona 44 – 23 czerwca 1962
- 1962-027A – Corona 45 – 28 czerwca 1962
- 1962-028A – Kosmos 6 – 30 czerwca 1962
- 1962-029A – Telstar 1 – 10 lipca 1962
- 1962-030A – SAMOS 9 – 18 lipca 1962
- 1962-031A – Corona 46 – 21 lipca 1962
- 1962-F07 – Mariner 1 – 22 lipca 1962
- 1962-032A – Corona 47 – 28 lipca 1962
- 1962-033A – Kosmos 7 – 28 lipca 1962
- 1962-034A – Corona 48 – 2 sierpnia 1962
- 1962-035A – SAMOS 10 – 5 sierpnia 1962
- 1962-036A – Wostok 3 – 11 sierpnia 1962
- 1962-037A – Wostok 4 – 12 sierpnia 1962
- 1962-038A – Kosmos 8 – 18 sierpnia 1962
- 1962-039A – P35-2 – 23 sierpnia 1962
- 1962-040A – Sputnik 19 – 25 sierpnia 1962
- 1962-041A – Mariner 2 – 27 sierpnia 1962
- 1962-042A – Corona 49 – 29 sierpnia 1962
- 1962-043A – Sputnik 20 – 1 września 1962
- 1962-044A – Corona 50 – 1 września 1962
- 1962-045A – Sputnik 21 – 12 września 1962
- 1962-046A – Corona 51, ERS 2 – 17 września 1962
- 1962-047A – TIROS 6 – 18 września 1962
- 1962-048A – Kosmos 9 – 27 września 1962
- 1962-049A – Alouette 1 – 29 września 1962
- 1962-050A – Corona 52 – 29 września 1962
- 1962-051A – Explorer 14 – 2 października 1962
- 1962-052A – Mercury-Atlas 8 – 3 października 1962
- 1962-053A – Corona 53 – 9 października 1962
- 1962-054A – Kosmos 10 – 17 października 1962
- 1962-055A – Ranger 5 – 18 października 1962
- 1962-056A – Kosmos 11 – 20 października 1962
- 1962-057A – Sputnik 22 – 24 października 1962
- 1962-F08 – 1MS – 25 października 1962
- 1962-058A – Starfish Radiation 1 – 26 października 1962
- 1962-059A – Explorer 15 – 27 października
- 1962-060A – ANNA 1B – 31 października 1962
- 1962-061A – Mars 1 – 1 listopada 1962
- 1962-062A – Sputnik 24 – 4 listopada 1962
- 1962-063A – Corona 55 – 5 listopada 1962
- 1962-064A – SAMOS 11 – 11 listopada 1962

1962-064B – TRS 1
- 1962-065A – Corona 56 – 24 listopada 1962
- 1962-066A – Corona 57 – 4 grudnia 1962
- 1962-067 – POPPY 1 – 13 grudnia 1962

1962-067A – Black Sphere
1962-067B – Injun 3
1962-067C – SURCAL 2A
1962-067D – SURCAL 1A
1962-067E – Calsphere 1A
- 1962-068A – Relay 1 – 13 grudnia 1962
- 1962-069A – Corona 58 – 14 grudnia 1962
- 1962-070A – Explorer 16 – 16 grudnia 1962
- 1962-F09 – MIDAS 6, ERS 3, ERS 4 – 17 grudnia 1962
- 1962-071A – Transit 5A – 19 grudnia 1962
- 1962-072A – Kosmos 12 – 22 grudnia 1962

## 1963
- 1963-001A – Sputnik 25 – 4 stycznia 1963
- 1963-002A – Corona 59 – 7 stycznia 1963
- 1963-003A – Ferret 3 – 16 stycznia 1963
- 1963-F01  – E-6 2 – 3 lutego 1963
- 1963-004A – Syncom 1 – 14 lutego 1963
- 1963-005A – P35-3 – 19 lutego 1963
- 1963-F02  – Corona 60 – 28 lutego 1963
- 1963-F03  – Corona 61 – 18 marca 1963

1963-F03 – P-11
- 1963-006A – Kosmos 13 – 21 marca 1963
- 1963-007A – Corona 62 – 1 kwietnia 1963
- 1963-008B – Łuna 4 – 2 kwietnia 1963

1963-008A – ALS
- 1963-009A – Explorer 17 – 3 kwietnia 1963
- 1963-F04  – Transit 5A-2 – 5 kwietnia 1963
- 1963-F05  – DS-P1 2 – 6 kwietnia 1963
- 1963-010A – Kosmos 14 – 13 kwietnia 1963
- 1963-011A – Kosmos 15 – 22 kwietnia 1963
- 1963-F06  – P35-4 – 26 kwietnia 1963
- 1963-F07  – Corona 63 – 26 kwietnia 1963
- 1963-012A – Kosmos 16 – 28 kwietnia 1963
- 1963-013A – Telstar 2 – 7 maja 1963
- 1963-014A – MIDAS 7 – 9 maja 1963

1963-014B – ERS 5
1963-014C – ERS 6
1963-014D – DASH 1
- 1963-015A – Mercury Atlas 9 – 15 maja 1963
- 1963-016A – Corona 64 – 18 maja 1963
- 1963-017A – Kosmos 17 – 22 maja 1963
- 1963-018A – Kosmos 18 – 24 maja 1963
- 1963-F08  – DS-MT 1 – 1 czerwca 1963
- 1963-F09  – MIDAS 8, ERS 7, ERS 8 – 12 czerwca 1963
- 1963-019A – Corona 65 – 12 czerwca 1963
- 1963-020A – Wostok 5 – 15 czerwca 1963
- 1963-021A – SURCAL 1C – 15 czerwca 1963

1963-021B – LOFTI 2A
1963-021C – Solrad 6A
1963-021D – RADOSE 112
1963-021E – FTV-1292
- 1963-022A – Transit 5A3 – 16 czerwca 1963
- 1963-023A – Wostok 6 – 16 czerwca 1963
- 1963-024A – TIROS 7 – 19 czerwca 1963
- 1963-025A – Corona 66 – 27 czerwca 1963

1963-025B – Hitchhiker 1
- 1963-026A – Geophysical Research Satellite – 28 czerwca 1963
- 1963-027A – Ferret 4 – 29 czerwca 1963
- 1963-F10  – Zenit-2 12 – 10 lipca 1963
- 1963-028A – KH-7 01 – 12 lipca 1963
- 1963-029A – Corona 67 (KH-4 9057) – 19 lipca 1963
- 1963-030A – MIDAS 9 – 18 lipca 1963

1963-030B – ERS 9
1963-030C – ERS 10
1963-030D – DASH 2
- 1963-031A – Syncom 2 – 26 lipca 1963
- 1963-U01  – OAR 22-1 – 30 lipca 1963
- 1963-032A – Corona 68 (KH-6 8003) – 31 lipca 1963
- 1963-033A – Kosmos 19 – 6 sierpnia 1963
- 1963-F11  – DS-A1 3 – 22 sierpnia 1963
- 1963-034A – Corona 69 (KH-4A 1001) – 24 sierpnia 1963
- 1963-035A – Corona 70 (KH-4 9058A) – 29 sierpnia 1963

1963-035B – LAMPO – 29 sierpnia 1963
- 1963-036A – KH-7 02 – 6 września 1963
- 1963-037A – Corona 71 (KH-4A 1002) – 23 września 1963
- 1963-F12  – P35-5 – 27 września 1963
- 1963-038A – ?

1963-038B – Transit 5BN-1 – 28 września 1963
1963-038C – Transit 5E-1
- 1963-039A – Vela 1A – 17 października 1963

1963-039B – ERS 12
1963-039C – Vela 1B – 17 października 1963
- 1963-040B – Kosmos 20 – 18 października 1963
- 1963-F13  – DS-A1 4 – 24 października 1963
- 1963-041A – KH-7 03 – 26 października 1963
- 1963-042A – Corona 72 (KH-5 9059A) – 29 października 1963

1963-042B – Hitchhiker 2
- 1963-043A – Polot 1 – 1 listopada 1963
- 1963-F14  – Corona 73 (CORONA 9060) – 9 listopada 1963
- 1963-044A – Kosmos 21 – 11 listopada 1963
- 1963-045A – Kosmos 22 –  16 listopada 1963
- 1963-046A – Explorer 18 – 27 listopada 1963
- 1963-047A – Atlas Centaur 2 – 27 listopada 1963
- 1963-048A – Corona 74 (CORONA 9061) – 27 listopada 1963
- 1963-F15  – Zenit-2 14 – 28 listopada 1963

1963-049B – Transit 5BN-2
1963-049C – Transit 5E-3
- 1963-050A – Kosmos 23 – 13 grudnia 1963
- 1963-051A – KH-7 04 – 18 grudnia 1963
- 1963-052A – Kosmos 24 – 19 grudnia 1963
- 1963-053A – Explorer 19 – 19 grudnia 1963
- 1963-054A – TIROS 8 – 21 grudnia 1963
- 1963-055A – Corona 75 (CORONA 9062) – 21 grudnia 1963

1963-055B – Hitchhiker 3

## 1964
- 1964–001A – ? – 11 stycznia 1964

1964–001B – GGSE 1
1964–001C – SECOR 1
1964–001D – Solrad 7A
1964–001E – GRAB 5
- 1964–002A – ? – 19 stycznia 1964

1964–002B – P35-6
1964–002C – P35-7
- 1964–003A – Relay 2 – 21 stycznia 1964
- 1964–004A – Echo 2 – 25 stycznia 1964
- 1964–005A – Saturn-Apollo 5 – 29 stycznia 1964
- 1964–006A – Elektron 1 – 30 stycznia 1964

1964–006B – Elektron 2 – 30 stycznia 1964
- 1964–007A – Ranger 6 – 30 stycznia 1964
- 1964–008A – Corona 76 – 15 lutego 1964
- 1964–F01  – 3MW-1 2 – 19 lutego 1964
- 1964–009A – KH-7 05 – 25 lutego 1964
- 1964–010A – Kosmos 25 – 27 lutego 1964
- 1964–011A – Ferret 5 – 28 lutego 1964
- 1964–012A – KH-7 06 – 11 marca 1964
- 1964–U01  – Meteor 2, Meteor 3 – 12 marca 1964
- 1964–013A – Kosmos 26 – 18 marca 1964
- 1964–F02  – Beacon Explorer A – 19 marca 1964
- 1964–F03  – E-6 6 – 21 marca 1964
- 1964–F04  – Corona 77 – 24 marca 1964
- 1964–014A – Kosmos 27 – 27 marca 1964
- 1964–015A – Ariel 2 – 27 marca 1964
- 1964–016D – Zond 1 –  2 kwietnia 1964
- 1964–017A – Kosmos 28 – 4 kwietnia 1964
- 1964–018A – Gemini 1 – 8 kwietnia 1964
- 1964–019A – Polot 2 – 12 kwietnia 1964
- 1964–U02  – FIRE 1 – 14 kwietnia 1964
- 1964–F05  – E-6 5 – 20 kwietnia 1964
- 1964–U03  – Transit 5BN-3 – 21 kwietnia 1964

1964–U03  – Transit 5E-4
- 1964–020A – KH-7 07 – 23 kwietnia 1964
- 1964–021A – Kosmos 29 – 25 kwietnia 1964
- 1964–022A – Corona 78 – 27 kwietnia 1964
- 1964–023A – Kosmos 30 – 18 maja 1964
- 1964–024A – KH-7 08 – 19 maja 1964
- 1964–025A – Saturn-Apollo 6 – 28 maja 1964
- 1964–026A – Transit 5C-1 – 4 czerwca 1964
- 1964–027A – Corona 79 – 4 czerwca 1964
- 1964–F07  – Mołnia 1-2 – 4 czerwca 1964
- 1964–028A – Kosmos 31 – 6 czerwca 1964
- 1964–029A – Kosmos 32 – 10 czerwca 1964
- 1964–030A – Corona 80 – 13 czerwca 1964
- 1964–031A – P35-8 – 18 czerwca 1964

1964–031B – P35-9
- 1964–032A – Corona 81 – 19 czerwca 1964
- 1964–033A – Kosmos 33 – 23 czerwca 1964
- 1964–F08  – ESRS – 25 czerwca 1964
- 1964–F09  – AC–3 – 30 czerwca 1964
- 1964–034A – Kosmos 34 – 1 lipca 1964
- 1964–035A – Ferret 6 – 3 lipca 1964
- 1964–036A – KH-7 09 – 6 lipca 1964

1964–036B – Hitchhiker 5 – 6 lipca 1964
- 1964–037A – Corona 82 – 10 lipca 1964
- 1964–038A – Elektron 3 – 10 lipca 1964

1964–038B – Elektron 4
- 1964–039A – Kosmos 35 – 15 lipca 1964
- 1964-040A – Vela 2A – 17 lipca 1964

1964-040B – Vela 2B
1964–040C – ERS 13
- 1964–041A – Ranger 7 – 28 lipca 1964
- 1964–042A – Kosmos 36 – 30 lipca 1964
- 1964–043A – Corona 83 – 5 sierpnia 1964
- 1964–044A – Kosmos 37 – 14 sierpnia 1964
- 1964–045A – KH-7 10 – 14 sierpnia 1964

1964–045B – Hitchhiker 6
- 1964–046A – Kosmos 38 – 18 sierpnia 1964

1964–046B – Kosmos 39
1964–046C – Kosmos 40
- 1964–047A – Syncom 3 – 19 sierpnia 1964
- 1964–048A – Corona 84 – 21 sierpnia 1964
- 1964–049D – Kosmos 41 – 22 sierpnia 1964
- 1964–050A – Kosmos 42 – 22 sierpnia 1964

1964–050C – Kosmos 43
- 1964–051A – Explorer 20 – 25 sierpnia 1964
- 1964–052A – Nimbus 1 – 28 sierpnia 1964
- 1964–053A – Kosmos 44 – 28 sierpnia 1964
- 1964–F10  – Transtage 1 – 1 września 1964
- 1964–054A – OGO-1 – 5 września 1964
- 1964–055A – Kosmos 45 – 13 września 1964
- 1964–056A – Corona 85 – 14 września 1964
- 1964–057A – Saturn-Apollo 7 – 18 września 1964
- 1964–058A – KH-7 11 – 23 września 1964
- 1964–059A – Kosmos 46 – 24 września 1964
- 1964–060A – Explorer 21 – 4 października 1964
- 1964–061A – Corona 86 – 5 października 1964
- 1964–062A – Kosmos 47 – 6 października 1964
- 1964–063A – ? – 6 października 1964

1964–063B – Transit O-1
1964–063C – Calsphere 1
1964–063E – Calsphere 2
- 1964–F11  – KH-7 12 – 8 października 1964
- 1964–064A – Explorer 22 – 10 października 1964
- 1964–065A – Woschod 1 – 12 października 1964
- 1964–066A – Kosmos 48 – 14 października 1964
- 1964–067A – Corona 87 – 17 października 1964
- 1964–068A – KH-7 13 – 23 października 1964

1964–068B – Hitchhiker 7
- 1964–F12  – Strzała-1 6, Strzała-1 7, Strzała-1 8 – 23 października 1964
- 1964–069A – Kosmos 49 – 24 października 1964
- 1964–070A – Kosmos 50 – 28 października 1964
- 1964–071A – Corona 88 – 2 listopada 1964
- 1964–072A – Ferret 7 – 4 listopada 1964
- 1964–073A – Mariner 3 – 5 listopada 1964
- 1964–074A – Explorer 23 – 6 listopada 1964
- 1964–U05  – Meteor 4, Meteor 5 – 7 listopada 1964
- 1964–075A – Corona 89 – 18 listopada 1964 – 18 listopada 1964
- 1964–076A – Explorer 24 – 21 listopada 1964

1964–076B – Explorer 25
- 1964–077A – Mariner 4 – 28 listopada 1964
- 1964–078C – Zond 2 – 30 listopada 1964
- 1964–F13  – DS-2 2 – 1 grudnia 1964
- 1964–079A – KH-7 14 – 4 grudnia 1964
- 1964–080A – Kosmos 51 – 9 grudnia 1964
- 1964–081A – Transtage 2 – 10 grudnia 1964
- 1964–082A – pełnomasowa makieta sondy Surveyor – 11 grudnia 1964
- 1964–083C – Transit 5E-5 – 13 grudnia 1964

1964–083D – Transit O-2
- 1964–084A – San Marco 1 – 15 grudnia 1964
- 1964–085A – Corona 90 – 19 grudnia 1964
- 1964–086A – Explorer 26 – 21 grudnia 1964
- 1964–087A – QUILL – 21 grudnia 1964

## 1965
- 1965-001A – Kosmos 52 – 11 stycznia 1965
- 1965-002A – Corona 91 – 15 stycznia 1965
- 1965-003A – P35-10 – 18 stycznia 1965
- 1965-004A – TIROS 9 – 22 stycznia 1965
- 1965-005A – KH-7 15 – 23 stycznia 1965
- 1965-006A – Kosmos 53 – 30 stycznia 1965
- 1965-007A – Orbiting Solar Observatory 2 – 2 lutego 1965
- 1965-008A – Transtage 3 – 11 lutego 1965

1965-008C – Lincoln Experimental Satellite 1 – 11 lutego 1965
- 1965-009A – Pegasus 1 – 16 lutego 1965
- 1965-010A – Ranger 8 – 17 lutego 1965
- 1965-011A – Kosmos 54 – 21 lutego 1965

1965-011B – Kosmos 55
1965-011C – Kosmos 56
- 1965-012A – Kosmos 57 – 22 lutego 1965
- 1965-013A – Corona 92 – 25 lutego 1965
- 1965-014A – Kosmos 58 – 26 lutego 1965
- 1965-015A – Kosmos 59 – 7 marca 1965
- 1965-016A – GRAB 6 – 9 marca 1965

1965-016B – GGSE 2
1965-016C – GGSE 3
1965-016D – SOLRAD 7B
1965-016E – SECOR 3
1965-016F – OSCAR 3
1965-016G – SURCAL 2B
1965-016H – Dodecapole 1
- 1965-017A – Transit O-3 – 11 marca 1965

1965-017B – SECOR 2
- 1965-018A – Kosmos 60 – 12 marca 1965
- 1965-019A – KH-7 16 – 12 marca 1965
- 1965-020A – Kosmos 61 – 15 marca 1965

1965-020B – Kosmos 62
1965-020C – Kosmos 63
- 1965-021A – P35-11 – 18 marca 1965
- 1965-022A – Woschod 2 – 18 marca 1965
- 1965-023A – Ranger 9 – 21 marca 1965
- 1965-024A – Gemini 3 – 23 marca 1965
- 1965-025A – Kosmos 64 – 25 marca 1965
- 1965-026A – Corona 93 – 25 marca 1965
- 1965-027A – Space Nuclear Auxiliary Power Shot – 3 kwietnia 1965

1965-027B – SECOR 4
- 1965-028A – Intelsat 1 "Early Bird" – 6 kwietnia 1965
- 1965-029A – Kosmos 65 – 17 kwietnia 1965
- 1965-030A – Mołnia 1-1 – 23 kwietnia 1965
- 1965-031A – KH-7 17 – 28 kwietnia 1965

1965-031B – EHH B1
- 1965-032A – BE-C – 29 kwietnia 1965
- 1965-033A – Corona 94 – 29 kwietnia 1965
- 1965-034A – ? – 6 maja 1965

1965-034B – Lincoln Experimental Satellite 2
1965-034C – Lincoln Calibration Sphere 1
- 1965-035A – Kosmos 66 – 7 maja 1965
- 1965-036A – Łuna 5 – 9 maja 1965
- 1965-037A – Corona 95 – 18 maja 1965
- 1965-038A – DMSP Block 3 F1 – 20 maja 1965
- 1965-039A – Pegasus 2 – 25 maja 1965

1965-039B – Apollo BP-26
- 1965-040A – Kosmos 67 – 25 maja 1965
- 1965-041A – KH-7 18 – 27 maja 1965
- 1965-042A – Explorer 28 – 29 maja 1965
- 1965-043A – Gemini 4 – 3 czerwca 1965
- 1965-044A – Łuna 6 – 8 czerwca 1965
- 1965-045A – Corona 96 – 9 czerwca 1965
- 1965-046A – Kosmos 68 – 15 czerwca 1965
- 1965-047A – Transtage 5 – 18 czerwca 1965
- 1965-048A – Transit O-4  – 24 czerwca 1965
- 1965-049A – Kosmos 69 – 25 czerwca 1965
- 1965-050A – EHH B2 – 25 czerwca 1965

1965-050B – KH-7 19
- 1965-051A – TIROS 10 – 2 lipca 1965
- 1965-052A – Kosmos 70 – 2 lipca 1965
- 1965-F07  – KH-7 20 – 12 lipca 1965
- 1965-F08  – Zenit-2 28 – 13 lipca 1965
- 1965-053A – Kosmos 71 – 16 lipca 1965

1965-053B – Kosmos 72
1965-053C – Kosmos 73
1965-053D – Kosmos 74
1965-053E – Kosmos 75
- 1965-054A – Proton 1 – 16 lipca 1965
- 1965-055A – Ferret 7 – 17 lipca 1965
- 1965-056A – Zond 3 – 18 lipca 1965
- 1965-057A – Corona 97 – 19 lipca 1965
- 1965-058A – Vela 3A – 20 lipca 1965

1965-058B – Vela 3B
1965-058C – ERS 17
- 1965-059A – Kosmos 76 – 23 lipca 1965
- 1965-060A – Pegasus 3 – 30 lipca 1965
- 1965-061A – Kosmos 77 – 3 sierpnia 1965
- 1965-062A – KH-7 21 – 3 sierpnia 1965

1965-062B – EHH B3
- 1965-063A – SECOR 5 – 10 sierpnia 1965

1965-063B – Scout Evaluation Vehicle (Scout Adapter E-1P)
- 1965-064A – Surveyor SD-2 – 11 sierpnia 1965
- 1965-065A – ? – 13 sierpnia 1965

1965-065C – Dodecapole 2
1965-065E – Tempsat 1
1965-065F – Transit O-5
1965-065G – Navspasur Rod
1965-065H – Calsphere 4A
1965-065K – SURCAL 5
- 1965-066A – Kosmos 78 – 14 sierpnia 1965
- 1965-067A – Corona 98 – 17 sierpnia 1965
- 1965-068A – Gemini 5 – 21 sierpnia 1965

1965-068C – Randezvous Evaluation Pod
- 1965-069A – Kosmos 79 – 25 sierpnia 1965
- 1965-070A – Kosmos 80 – 3 września 1965

1965-070B – Kosmos 81
1965-070C – Kosmos 82
1965-070D – Kosmos 83
1965-070E – Kosmos 84
- 1965-071A – Kosmos 85 – 9 września 1965
- 1965-072A – DMSP Block 2 F1 – 10 września 1965
- 1965-073A – Kosmos 86 – 18 września 1965

1965-073B – Kosmos 87
1965-073C – Kosmos 88
1965-073D – Kosmos 89
1965-073E – Kosmos 90
- 1965-074A – Corona 100 – 22 września 1965
- 1965-075A – Kosmos 91 – 23 września 1965
- 1965-076A – KH-7 22 – 30 września 1965
- 1965-077A – Łuna 7 – 4 października 1965
- 1965-078A – OV1- 2 – 5 października 1965
- 1965-079A – KH-4A 1025 – 5 października 1965
- 1965-080A – Mołnia 1-02 – 14 października 1965
- 1965-081A – OGO 2 – 14 października 1965
- 1965-082A – OV2-1 – 15 października 1965
- 1965-083A – Kosmos 92 – 16 października 1965
- 1965-084A – Kosmos 93 – 19 października 1965
- 1965-085A – Kosmos 94 – 28 października 1965
- 1965-086A – KH-4A 1026 – 28 października 1965
- 1965-087A – Proton 2 – 2 listopada 1965
- 1965-088A – Kosmos 95 – 4 listopada 1965
- 1965-089A – GEOS 1 – 6 listopada 1965
- 1965-090A – KH-7 23 – 8 listopada 1965
- 1965-091A – Wenera 2 – 12 listopada 1965
- 1965-092A – Wenera 3 – 16 listopada 1965
- 1965-093A – SOLRAD 8 – 19 listopada 1965
- 1965-094A – Kosmos 96 – 23 listopada 1965
- 1965-095A – Kosmos 97 – 26 listopada 1965
- 1965-096A – Asterix – 26 listopada 1965
- 1965-097A – Kosmos 98 – 27 listopada 1965
- 1965-098A – Alouette 2 – 29 listopada 1965

1965-098B – DME-A – 29 listopada 1965
- 1965-099A – Łuna 8 – 3 grudnia 1965
- 1965-100A – Gemini 7 – 4 grudnia 1965
- 1965-101A – FR 1 – 6 grudnia 1965
- 1965-102A – Corona 103 – 9 grudnia 1965
- 1965-103A – Kosmos 99 – 10 grudnia 1965
- 1965-104A – Gemini 6A – 15 grudnia 1965
- 1965-105A – Pioneer 6 – 16 grudnia 1965
- 1965-106A – Kosmos 100 – 17 grudnia 1965
- 1965-107A – Kosmos 101 – 21 grudnia 1965
- 1965-108A – OV2-3 – 21 grudnia 1965

1965-108B – LES 4
1965-108C – OSCAR 4
1965-108D – LES 3
- 1965-109A – Transit O-6 – 22 grudnia 1965
- 1965-110A – Corona 104 – 24 grudnia 1965
- 1965-111A – Kosmos 102 – 27 grudnia 1965
- 1965-112A – Kosmos 103 – 28 grudnia 1965

## 1966
- 1966-001A – Kosmos 104 – 1966-01-07
- 1966-002A – KH-7 24 – 1966-01-19

1966-002B – Pickaback 5
- 1966-003A – Kosmos 105 – 1966-01-22
- 1966-004A – Kosmos 106 – 1966-01-25
- 1966-005A – Transit O-7 – 1966-01-28
- 1966-006A – Łuna 9 – 1966-01-31
- 1966-007A – Corona 105 – 1966-02-02
- 1966-008A – ESSA 1 – 1966-02-03
- 1966-009A – Ferret 8 – 1966-02-09
- 1966-010A – Kosmos 107 – 1966-02-10
- 1966-011A – Kosmos 108 – 1966-02-11
- 1966-012A – KH-7 25 – 1966-02-15

1966-012B – Bluebell 2C
1966-012C – Bluebell 2S
- 1966-013A – Diapason – 1966-02-17
- 1966-014A – Kosmos 109 – 1966-02-19
- 1966-015A – Kosmos 110 – 1966-02-22
- 1966-016A – ESSA-2 – 1966-02-28
- 1966-017A – Kosmos 111 – 1966-03-01
- 1966-018A – Corona 106 - 1966-03-09
- 1966-019A – GATV 8 – 1966-03-16
- 1966-020A – Gemini 8 – 1966-03-16
- 1966-021A – Kosmos 112 – 1966-03-17
- 1966-022A – KH-7 26  1966-03-18

1966-022B – NRL-PL 137
- 1966-023A – Kosmos 113 – 1966-03-21
- 1966-024A – Transit O-8 – 1966-03-26
- 1966-025A – OV1-4 – 1966-03-30

1966-025B – OV1-5 – 1966-03-30
- 1966-026A – DMSP Block 2 F3 – 1966-03-30
- 1966-027A – Łuna 10 – 1966-03-31
- 1966-028A – Kosmos 114 – 1966-04-06
- 1966-029A – Corona 107 - 1966-04-07
- 1966-030A – Surveyor Model 2 – 1966-04-08
- 1966-031A – OAO 1 – 1966-04-08
- 1966-032A – KH-7 27 – 1966-04-19
- 1966-033A – Kosmos 115 – 1966-04-20
- 1966-034A – OV3-1 – 1966-04-22
- 1966-035A – Mołnia 1-3 – 1966-04-25
- 1966-036A – Kosmos 116 – 1966-04-26
- 1966-037A – Kosmos 117 – 1966-05-06
- 1966-038A – Kosmos 118 – 1966-05-11
- 1966-039A – KH-7 28 - 1966-05-14
- 1966-040A – Nimbus 2 – 1966-05-15
- 1966-041A – Transit O-9 – 1966-05-19
- 1966-042A – Corona 109 - 1966-05-24
- 1966-043A – Kosmos 119 – 1966-05-24
- 1966-044A – AE-B – 1966-05-25
- 1966-045A – Surveyor 1 – 1966-05-30
- 1966-046A – Gemini 9 ATDA – 1966-06-01
- 1966-047A – Gemini 9A – 1966-06-03
- 1966-048A – KH-7 29 – 1966-06-03
- 1966-049A – OGO 3 – 1966-06-07
- 1966-050A – Kosmos 120 – 1966-06-08
- 1966-051A – MIDAS 10 – 1966-06-09

1966-051B – SECOR 6 – 1966-06-09
1966-051C – ERS 16
- 1966-052A – OV3-4 – 1966-06-10
- 1966-053A – GGTS 1 – 1966-06-16

1966-053B – IDCSP 1
1966-053C – IDCSP 2
1966-053D – IDCSP 3
1966-053E – IDCSP 4
1966-053F – IDCSP 5
1966-053G – IDCSP 6
1966-053H – IDCSP 7
- 1966-054A – Kosmos 121 – 1966-06-17
- 1966-055A – Corona 110 - 1966-06-21
- 1966-056A – PAGEOS 1 – 1966-06-24
- 1966-057A – Kosmos 122 – 1966-06-25
- 1966-058A – Explorer 33 – 1966-07-01
- 1966-059A – Apollo AS-203 – 1966-07-05
- 1966-060A – Proton 3 – 1966-07-06
- 1966-061A – Kosmos 123 – 1966-07-08
- 1966-062A – KH-7 30 – 1966-07-12
- 1966-063A – PasComSat – 1966-07-14
- 1966-064A – Kosmos 124 – 1966-07-14
- 1966-065A – GATV 10 – 1966-07-18
- 1966-066A – Gemini 10 – 1966-07-18
- 1966-067A – Kosmos 125 – 1966-07-20
- 1966-068A – Kosmos 126 – 1966-07-28
- 1966-069A – KH-8 01 – 1966-07-29
- 1966-070A – OV3-3 – 1966-08-04
- 1966-071A – Kosmos 127 – 1966-08-08
- 1966-072A – Corona 111 - 1966-08-09
- 1966-073A – Lunar Orbiter 1 – 1966-08-10
- 1966-074A – KH-7 31 – 1966-08-16

1966-074B – OPS 6810
- 1966-075A – Pioneer 7 – 1966-08-17
- 1966-076A – Transit O-10 – 1966-08-18
- 1966-077A – MIDAS 11 – 1966-08-19

1966-077B – SECOR 7 – 1966-08-19
1966-077C – ERS 15
- 1966-078A – Łuna 11 – 1966-08-24
- 1966-079A – Kosmos 128 – 1966-08-27
- 1966-080A – GATV 11 – 1966-09-12
- 1966-081A – Gemini 11 – 1966-09-12
- 1966-082A – DMSP 4A F1 – 1966-09-15
- 1966-083A – KH-7 32 – 1966-09-16
- 1966-084A – Surveyor 2 – 1966-09-20
- 1966-085A – Corona 112 - 1966-09-20
- 1966-086A – KH-8 02 – 1966-09-28
- 1966-087A – ESSA-3 – 1966-10-02
- 1966-089A – MIDAS 12 – 1966-10-05

1966-089B – SECOR 8 – 1966-10-05
- 1966-090A – KH-7 33 – 1966-10-12
- 1966-091A – Kosmos 129 – 1966-10-14
- 1966-092A – Mołnia 1-4 – 1966-10-20
- 1966-093A – Kosmos 130 – 1966-10-20
- 1966-094A – Łuna 12 – 1966-10-22
- 1966-095A – Surveyor Model 3 – 1966-10-26
- 1966-096A – Intelsat 2 F-1 – 1966-10-26
- 1966-097A – OV3-2 – 1966-10-28
- 1966-098A – KH-7 34 – 1966-11-02
- 1966-099A – OPS 0855 – 1966-11-02

1966-099B – OV4-1R
1966-099C – OV1-6
1966-099D – OV4-1T
- 1966-100A – Lunar Orbiter 2 – 1966-11-06
- 1966-101A – OGCh-6 – 1966-11-02
- 1966-102A – Corona 113 - 1966-11-08
- 1966-103A – Gemini 12 Target – 1966-11-11
- 1966-104A – Gemini 12 – 1966-11-11
- 1966-105A – Kosmos 131 – 1966-11-12
- 1966-106A – Kosmos 132 – 1966-11-19
- 1966-107A – Kosmos 133 – 1966-11-28
- 1966-108A – Kosmos 134 – 1966-12-03
- 1966-109A – KH-7 35 – 1966-12-05
- 1966-110A – ATS 1 – 1966-12-07
- 1966-111A – OV1-9 – 1966-12-11

1966-111B – OV1-10
- 1966-112A – Kosmos 135 – 1966-12-12
- 1966-113A – KH-8 03 – 1966-12-14
- 1966-114A – Biosatellite 1 – 1966-12-14
- 1966-115A – Kosmos 136 – 1966-12-19
- 1966-116A – Łuna 13 – 1966-12-21
- 1966-117A – Kosmos 137 – 1966-12-21
- 1966-118A – Ferret 9 – 1966-12-29

## 1967
- 1967-001A – INTELSAT 2 F-2 – 1967-01-11
- 1967-002A – 1967-002A – 1967-01-14
- 1967-003A – IDCSP 2-1 – 1967-01-18

1967-003B – IDCSP 2-2
1967-003C – IDCSP 2-3
1967-003D – IDCSP 2-4
1967-003E – IDCSP 2-5
1967-003F – IDCSP 2-6
1967-003G – IDCSP 2-7
1967-003H – IDCSP 2-8
- 1967-004A – Kosmos 138 – 1967-01-19
- 1967-005A – Kosmos 139, FOBS – 1967-01-25
- 1967-006A – ESSA 4 – 1967-01-26
- 1967-007A – KH 7-36 – 1967-02-02
- 1967-008A – Lunar Orbiter 3 – 1967-02-05
- 1967-009A – Kosmos 140 – 1967-02-07
- 1967-010A – DMSP 4A F2 – 8 lutego 1967
- 1967-011A – Diadem 1 – 8 lutego 1967 – czerwiec 1971
- 1967-012A – Kosmos 141 – 1967-02-08
- 1967-013A – Kosmos 142 – 1967-02-14
- 1967-014A – Diadem 2 – 15 lutego 1967 – lipiec 1971
- 1967-015A – KH-4A 1039-1967-02-22
- 1967-016A – KH 8-04 – 1967-02-24
- 1967-017A – Kosmos 143 – 1967-02-27
- 1967-018A – Kosmos 144 – 1967-02-28
- 1967-019A – Kosmos 145 – 1967-03-03
- 1967-020A – OSO 3 – 1967-03-08
- 1967-021A – Kosmos 146 – 1967-03-10
- 1967-022A – Kosmos 147 – 1967-03-13
- 1967-023A – Kosmos 148 – 1967-03-16
- 1967-024A – Kosmos 149 – 1967-03-21
- 1967-025A – Kosmos 150 – 1967-03-22
- 1967-026A – INTELSAT 2 F-3 – 1967-03-23
- 1967-027A – Kosmos 151 – 1967-03-24
- 1967-028A – Kosmos 152 – 1967-03-25
- 1967-029A – KH-4A 1040-1967-03-30
- 1967-030A – Kosmos 153 – 1967-04-04
- 1967-031A – ATS 2 – 6 kwietnia 1967 – 2 września 1969
- 1967-032A – Kosmos 154 – 1967-04-08
- 1967-033A – Kosmos 155 – 1967-04-12
- 1967-034A – Transit 15 – 1967-04-14
- 1967-035A – Surveyor 3 – 1967-04-17
- 1967-036A – ESSA 5 – 1967-04-20
- 1967-037A – Sojuz 1 – 1967-04-23
- 1967-038A – San Marco 2 – 1967-04-26
- 1967-039A – Kosmos 156 – 1967-04-27
- 1967-040A – Vela 7 – 28 kwietnia 1967

1967-040B – Vela 8
1967-040C – ERS 18
1967-040D – ERS 20
1967-040E – ERS 27
- 1967-041A – Lunar Orbiter 4 – 1967-05-04
- 1962-042A – Ariel 3 – 5 maja1967 – 14 grudnia 1970
- 1967-043A – KH-4A 1041-1967-05-09
  - 1967-043B – KH-4A 1041 subsatelita
- 1967-044A – Kosmos 157 – 1967-05-12
- 1967-045A – Kosmos 158 – 1967-05-15
- 1967-046A – Kosmos 159 – 1967-05-16
- 1967-047A – Kosmos 160 – 1967-05-17
- 1967-048A – Transit 16 – 1967-05-18
- 1967-049A – Kosmos 161 – 1967-05-22
- 1967-050A – KH 7-37 – 1967-05-22

1967-050B – LOGACS 1, Agena
- 1967-051A – IMP-F – 1967-05-24
- 1967-052A – Molniya 1-5 – 1967-05-24
- 1967-053B – SURCAL 160 – 1967-05-31

1967-053C – GGSE 4
1967-053D – GGSE 5
1967-053E – Timation 1
1967-053F – SURCAL 159
1967-053G – SURCAL 152
1967-053H – SURCAL 153
1967-053J – SURCAL 150B
- 1967-054A – Kosmos 162 – 1967-06-01
- 1967-055A – KH 7-38 – 1967-06-04
- 1967-056A – Kosmos 163 – 1967-06-05
- 1967-057A – Kosmos 164 – 1967-06-08
- 1967-058A – Wenera 4 – 1967-06-12
- 1967-059A – Kosmos 165 – 1967-06-12
- 1967-060A – Mariner 5 – 1967-06-14
- 1967-061A – Kosmos 166 – 1967-06-16
- 1967-062A – KH-4A 1042-1967-06-16
  - 1967-062B – KH-4A 1042 subsatelita
- 1967-063A – Kosmos 167 – 1967-06-17
- 1967-064A – KH 8-06 – 1967-06-20
- 1967-065A – SECOR 9 – 1967-06-29

1967-065B – Aurora 1
1967-065C – 1967-065C
- 1967-066A – IDCSP 3-1 – 1967-07-01

1967-066B – IDCSP 3-2
1967-066C – IDCSP 3-3
1967-066D – IDCSP 3-4
1967-066E – LES 5
1967-066F – DODGE
1967-066G – Titan 3C Transtage R/B
- 1967-067A – Kosmos 168 – 1967-07-04
- 1967-068A – Surveyor 4 – 1967-07-14
- 1967-069A – Kosmos 169 – 1967-07-17
- 1967-070A – IMP-E – 1967-07-19
- 1967-071A – Ferret 10 – 1967-07-25
- 1967-072A – OV1-86 – 1967-07-27

1967-072B – 1967-072B
1967-072C – 1967-072C
1967-072D – OV1-12
- 1967-073A – OGO 4 – 1967-07-28

1967-073B – 1967-073B – 1967-07-28
- 1967-074A – Kosmos 170 – 1967-07-31
- 1967-075A – Lunar Orbiter 5 – 1967-08-01
- 1967-076A – KH-4A 1043-1967-08-07
- 1967-077A – Kosmos 171 – 1967-08-08
- 1967-078A – Kosmos 172 – 1967-08-09
- 1967-079A – KH 8-07 – 1967-08-16
- 1967-080A – DMSP 4A F3 – 22 sierpnia 1967

1967-080B – 1967-080B – 1967-08-23
- 1967-081A – Kosmos 173 – 1967-08-24
- 1967-082A – Kosmos 174 – 1967-08-31
- 1967-083B – Biosatellite 2 – 1967-09-07
- 1967-084A – Surveyor 5 – 1967-09-08
- 1967-085A – Kosmos 175 – 1967-09-11
- 1967-086A – Kosmos 176 – 1967-09-12
- 1967-087A – KH-4B 1101-1967-09-15
- 1967-088A – Kosmos 177 – 1967-09-16
- 1967-089A – Kosmos 178 – 1967-09-19
- 1967-090A – KH 8-08 – 1967-09-19
- 1967-091A – Kosmos 179 – 1967-09-22
- 1967-092A – Transit 17 – 1967-09-25

1967-092B – 1967-092B
1967-092D – 1967-092D
- 1967-093A – Kosmos 180 – 1967-09-26
- 1967-094A – INTELSAT 2 F-4 – 1967-09-28
- 1967-095A – Molniya 1-6 – 1967-10-03
- 1967-096A – DMSP 4A F4 – 11 października 1967

1967-096B – 1967-096B
- 1967-097A – Kosmos 181 – 1967-10-11
- 1967-098A – Kosmos 182 – 1967-10-16
- 1967-099A – Kosmos 183 – 1967-10-18
- 1967-100A – OSO 4 – 1967-10-18
- 1967-101A – Molniya 1-7 – 1967-10-22
- 1967-102A – Kosmos 184 – 1967-10-24
- 1967-103A – KH 8-09 – 1967-10-25
- 1967-104A – Kosmos 185 – 1967-10-27
- 1967-105A – Kosmos 186 – 1967-10-27
- 1967-106A – Kosmos 187 – 1967-10-28
- 1967-107A – Kosmos 188 – 1967-10-30
- 1967-108A – Kosmos 189 – 1967-10-30
- 1967-109A – KH-4A 1044-1967-11-02

1967-109B – 1967-109B
- 1967-110A – Kosmos 190 – 1967-11-03
- 1967-111A – ATS 3 – 5 listopada 1967-1982
- 1967-112A – Surveyor 6 – 1967-11-07
- 1967-113A – Apollo 4 – 1967-11-09
- 1967-114A – ESSA 6 – 1967-11-10
- 1967-115A – Kosmos 191 – 1967-11-21
- 1967-116A – Kosmos 192 – 1967-11-23
- 1967-117A – Kosmos 193 – 1967-11-25
- 1967-118A – WRESAT – 1967-11-29
- 1967-119A – Kosmos 194 – 1967-12-03
- 1967-120A – OV3-6 – 1967-12-05
- 1967-121A – KH 8-10 – 1967-12-05
- 1967-122A – KH-4B 1102-1967-12-09
- 1967-123A – Pioneer 8 – 1967-12-13
  - 1967-123B – TETR 1
- 1967-124A – Kosmos 195 – 1967-12-16
- 1967-125A – Kosmos 196 – 1967-12-19
- 1967-126A – Kosmos 197 – 1967-12-26
- 1967-127A – Kosmos 198 – 1967-12-27

## 1968
- 1968-001A – Surveyor 7 – 1968-01-07
- 1968-002A – GEOS 2 – 1968-01-11
- 1968-003A – Kosmos 199 – 1968-01-16
- 1968-004A – Ferret 11 – 1968-01-17
- 1968-005A – KH 8-11 – 1968-01-18
- 1968-006A – Kosmos 200 – 1968-01-20
- 1968-007A – Apollo 5 – 1968-01-22

1968-007B – Apollo 5 LM-1/Descent
- 1968-008B – 1968-008B – 1968-01-24
- 1968-009A – Kosmos 201 – 1968-02-06
- 1968-010A – Kosmos 202 – 1968-02-20
- 1968-011A – Kosmos 203 – 1968-02-20
- 1968-012A – Transit 18 – 1968-03-02

1968-012B – 1968-012B – 1968-03-02
1968-012C – 1968-012C – 1968-03-02
1968-012D – 1968-012D – 1968-03-02
- 1968-013A – Zond 4 – 1968-03-02
- 1968-014A – OGO 5 – 1968-03-04
- 1968-015A – Kosmos 204 – 1968-03-05
- 1968-016A – Kosmos 205 – 1968-03-05
- 1968-017A – SOLRAD 9 – 1968-03-05
- 1968-018A – KH 8-12 – 1968-03-13
- 1968-019A – Kosmos 206 – 1968-03-14
- 1968-020B – 1968-020B – 1968-03-14
- 1968-021A – Kosmos 207 – 1968-03-16
- 1968-022A – Kosmos 208 – 1968-03-21
- 1968-023A – Kosmos 209 – 1968-03-22
- 1968-024A – Kosmos 210 – 1968-04-03
- 1968-025A – Apollo 6 – 1968-04-04
- 1968-026A – OV1-13 – 1968-04-06

1968-026B – OV1-14 – 1968-04-06
1968-026C – 1968-026C – 1968-04-06
- 1968-027A – Łuna 14 – 1968-04-07
- 1968-028A – Kosmos 211 – 1968-04-09
- 1968-029A – Kosmos 212 – 1968-04-14
- 1968-030A – Kosmos 213 – 1968-04-15
- 1968-031A – KH 8-13 – 1968-04-17
- 1968-032A – Kosmos 214 – 1968-04-18
- 1968-033A – Kosmos 215 – 1968-04-18
- 1968-034A – Kosmos 216 – 1968-04-20
- 1968-035A – Molniya 1-8 – 1968-04-21
- 1968-036A – Kosmos 217 – 1968-04-24
- 1968-037A – Kosmos 218 – 1968-04-25
- 1968-038A – Kosmos 219 – 1968-04-26
- 1968-039A – KH-4B 1103-1968-05-01
- 1968-040A – Kosmos 220 – 1968-05-07
- 1968-041A – ESRO 2 – 1968-05-17
- 1968-042A – DMSP 4B/F1 – 1968-05-22

1968-042B – 1968-042B – 1968-05-23
- 1968-043A – Kosmos 221 – 1968-05-24
- 1968-044A – Kosmos 222 – 1968-05-30
- 1968-045A – Kosmos 223 – 1968-06-01
- 1968-046A – Kosmos 224 – 1968-06-04
- 1968-047A – KH 8-14 – 1968-06-05
- 1968-048A – Kosmos 225 – 1968-06-11
- 1968-049A – Kosmos 226 – 1968-06-12
- 1968-050A – IDCSP 4-1 – 1968-06-13

1968-050B – IDCSP 4-2
1968-050C – IDCSP 4-3
1968-050D – IDCSP 4-4
1968-050E – IDCSP 4-5
1968-050F – IDCSP 4-6
1968-050G – IDCSP 4-7
1968-050H – IDCSP 4-8
1968-050I – 1968-050I
1968-050J – 1968-050J
- 1968-051A – Kosmos 227 – 1968-06-18
- 1968-052B – 1968-052B – 1968-06-20
- 1968-053A – Kosmos 228 – 1968-06-21
- 1968-054A – Kosmos 229 – 1968-06-26
- 1968-055A – RAE-A – 1968-07-04
- 1968-056A – Kosmos 230 – 1968-07-05
- 1968-057A – Molniya 1-9 – 1968-07-05
- 1968-058A – Kosmos 231 – 1968-07-10
- 1968-059A – OV1-15 – 1968-07-11

1968-059B – OV1-16
- 1968-060A – Kosmos 232 – 1968-07-16
- 1968-061A – Kosmos 233 – 1968-07-18
- 1968-062A – Kosmos 234 – 1968-07-30
- 1968-063A – Canyon 1 – 1968-08-06
- 1968-064A – KH 8-15 – 1968-08-06
- 1968-065A – KH-4B 1104-1968-08-07
- 1968-066A – AD-C – 1968-08-08

1968-066B – Injun 5
- 1968-067A – Kosmos 235 – 1968-08-09
- 1968-068A – ATS 4 – 1968-08-10
- 1968-069A – ESSA 7 – 1968-08-16
- 1968-070A – Kosmos 236 – 1968-08-27
- 1968-071A – Kosmos 237 – 1968-08-27
- 1968-072A – Kosmos 238 – 1968-08-28
- 1968-073A – Kosmos 239 – 1968-09-05
- 1968-074A – KH 8-16 – 1968-09-10
- 1968-075A – Kosmos 240 – 1968-09-14
- 1968-076A – Zond 5 – 1968-09-14
- 1968-077A – Kosmos 241 – 1968-09-16
- 1968-078B – 1968-078B – 1968-09-18
- 1968-079A – Kosmos 242 – 1968-09-20
- 1968-080A – Kosmos 243 – 1968-09-23
- 1968-081A – OV2-5 – 1968-09-26

1968-081B – ERS 28
1968-081C – ERS 21
1968-081D – LES 6
1968-081E – 1968-081E 1968-09-26
- 1968-082A – Kosmos 244 – 1968-10-02
- 1968-083A – Kosmos 245 – 1968-10-03
- 1968-084A – Aurorae – 1968-10-03
- 1968-085A – Molniya 1-10 – 1968-10-05
- 1968-086A – Ferret 12 – 1968-10-05
- 1968-087A – Kosmos 246 – 1968-10-07
- 1968-088A – Kosmos 247 – 1968-10-11
- 1968-089A – Apollo 7 – 1968-10-11
- 1968-090A – Kosmos 248 – 1968-10-19
- 1968-091A – Kosmos 249 – 1968-10-20
- 1968-092A – DMSP 4B/F2 – 1968-10-23

1968-092B – 1968-092B
- 1968-093A – Sojuz 2 – 1968-10-25
- 1968-094A – Sojuz 3 – 1968-10-26
- 1968-095A – Kosmos 250 – 1968-10-31
- 1968-096A – Kosmos 251 – 1968-10-31
- 1968-097A – Kosmos 252 – 1968-11-01
- 1968-098A – KH-4B 1105-1968-11-03
- 1968-099A – KH 8-17 – 1968-11-06
- 1968-100A – Pioneer 9 – 1968-11-08

1968-100B – TETR 2 – 1968-11-08
- 1968-101A – Zond 6 – 1968-11-10
- 1968-102A – Kosmos 253 – 1968-11-13
- 1968-103A – Proton 4 – 1968-11-16
- 1968-104A – Kosmos 254 – 1968-11-21
- 1968-105A – Kosmos 255 – 1968-11-29
- 1968-106A – Kosmos 256 – 1968-11-30
- 1968-107A – Kosmos 257 – 1968-12-03
- 1968-108A – KH 8-18 – 1968-12-04
- 1968-109A – HEOS 1 – 1968-12-05
- 1968-110A – OAO 2 – 1968-12-07
- 1968-111A – Kosmos 258 – 1968-12-10
- 1968-112B – KH-4A 1049-1968-12-12

1968-112C – KH-4A 1049 subsatelita
- 1968-113A – Kosmos 259 – 1968-12-14
- 1968-114A – ESSA 8 – 1968-12-15
- 1968-115A – Kosmos 260 – 1968-12-16
- 1968-116A – INTELSAT 3 F-2 – 1968-12-19
- 1968-117A – Kosmos 261 – 1968-12-20
- 1968-118A – Apollo 8 – 1968-12-21

1968-118B – Apollo 8 SIVB
- 1968-119A – Kosmos 262 – 1968-12-26

## 1969
- 1969-001A – Wenera 5 – 1969-01-05
- 1969-002A – Wenera 6 – 1969-01-10
- 1969-003A – Kosmos 263 – 1969-01-12
- 1969-004A – Sojuz 4 – 1969-01-14
- 1969-005A – Sojuz 5 – 1969-01-15
- 1969-006A – OSO 5 – 1969-01-22
- 1969-007A – KH 8-19 – 1969-01-22
- 1969-008A – Kosmos 264 – 1969-01-23
- 1969-009A – ISIS 1 – 1969-01-30
- 1969-010A – KH-4B 1106-1969-02-05

1969-010B – KH-4B 1106 subsatelita
- 1969-011A – INTELSAT 3 F-3 – 1969-02-06
- 1969-012A – Kosmos 265 – 1969-02-07
- 1969-013A – TACSAT 1 – 1969-02-09

1969-013B – 1969-013B
- 1969-014A – Mariner 6 – 1969-02-24
- 1969-015A – Kosmos 266 – 1969-02-25
- 1969-016A – ESSA 9 – 1969-02-26
- 1969-017A – Kosmos 267 – 1969-02-26
- 1969-018A – Apollo 9 – 1969-03-03

1969-018B – Apollo 9 S-IVB
- 1969-019A – KH 8-20 – 1969-03-04
- 1969-020A – Kosmos 268 – 1969-03-05
- 1969-021A – Kosmos 269 – 1969-03-05
- 1969-022A – Kosmos 270 – 1969-03-06
- 1969-023A – Kosmos 271 – 1969-03-15
- 1969-024A – Kosmos 272 – 1969-03-17
- 1969-025A – OV1-17 – 1969-03-18

1969-025B – OV1-18
1969-025C – OV1-19
1969-025D – OV1-17A
1969-025E – 1969-025E
1969-025F – 1969-025F
- 1969-026A – KH-4A 1050-1969-03-19

1969-026B – KH-4A 1050 subsatelita
- 1969-027A – Kosmos 273 – 1969-03-22
- 1969-028A – Kosmos 274 – 1969-03-24
- 1969-029A – Meteor 1 (69-029A) – 1969-03-26
- 1969-030A – Mariner 7 – 1969-03-27
- 1969-031A – Kosmos 275 – 1969-03-28
- 1969-032A – Kosmos 276 – 1969-04-04
- 1969-033A – Kosmos 277 – 1969-04-04
- 1969-034A – Kosmos 278 – 1969-04-09
- 1969-035A – Molniya 1-11 – 1969-04-11
- 1969-036A – Canyon 2 – 1969-04-13
- 1969-037A – Nimbus 3 – 1969-04-14

1969-037B – SECOR 13
- 1969-038A – Kosmos 279 – 1969-04-15
- 1969-039A – KH 8-21 – 1969-04-15
- 1969-040A – Kosmos 280 – 1969-04-23
- 1969-041A – KH-4A 1051-1969-05-02

1969-041B – KH-4A 1051 subsatelita
- 1969-042A – Kosmos 281 – 1969-05-13
- 1969-043A – Apollo 10 – 1969-05-18

1969-043B – Apollo 10 S-IVB
- 1969-044A – Kosmos 282 – 1969-05-20
- 1969-045A – INTELSAT 3 F-4 – 1969-05-22
- 1969-046A – OV5-5 – 1969-05-23

1969-046B – OV5-6
1969-046C – OV5-9
1969-046D – Vela 5A
1969-046E – Vela 5B
- 1969-047A – Kosmos 283 – 1969-05-27
- 1969-048A – Kosmos 284 – 1969-05-29
- 1969-049A – Kosmos 285 – 1969-06-03
- 1969-050A – KH 8-22 – 1969-06-03
- 1969-051A – OGO 6 – 1969-06-05
- 1969-052A – Kosmos 286 – 1969-06-15
- 1969-053A – IMP-G – 1969-06-21
- 1969-054A – Kosmos 287 – 1969-06-24
- 1969-055A – Kosmos 288 – 1969-06-27
- 1969-056A – Biosatellite 3 – 1969-06-29
- 1969-057A – Kosmos 289 – 1969-07-10
- 1969-058A – Łuna 15 – 1969-07-13
- 1969-059A – Apollo 11 – Command and Service Module (CSM) – 1969-07-16

1969-059B – Apollo 11 S-IVB
1969-059C – Lunar Module / EASEP
- 1969-060A – Kosmos 290 – 1969-07-22
- 1969-061A – Molniya 1-12 – 1969-07-22
- 1969-062A – DMSP 4B/F3 – 1969-07-22

1969-062B – 1969-062B
- 1969-063A – KH-4B 1107-1969-07-24
- 1969-064A – INTELSAT 3 F-5 – 1969-07-26
- 1969-065A – Ferret 13 – 1969-07-31
- 1969-066A – Kosmos 291 – 1969-08-06
- 1969-067A – Zond 7 – 1969-08-07
- 1969-068A – OSO 6 – 1969-08-09
- 1969-068B – PAC-A
- 1969-069A – ATS 5 – 1969-08-12
- 1969-070A – Kosmos 292 – 1969-08-14
- 1969-071A – Kosmos 293 – 1969-08-16
- 1969-072A – Kosmos 294 – 1969-08-19
- 1969-073A – Kosmos 295 – 1969-08-22
- 1969-074A – KH 8-23 – 1969-08-23
- 1969-075A – Kosmos 296 – 1969-08-29
- 1969-076A – Kosmos 297 – 1969-09-02
- 1969-077A – Kosmos 298 – 1969-09-15
- 1969-078A – Kosmos 299 – 1969-09-18
- 1969-079A – KH-4A 1052-1969-09-22

1969-079B – KH-4A 1052 subsatelita
- 1969-080A – Kosmos 300 – 1969-09-23
- 1969-081A – Kosmos 301 – 1969-09-24
- 1969-082A – 1969-082A – 1969-09-30

1969-082B – Timation 2
1969-082C – 1969-082C
1969-082D – 1969-082D
1969-082E – 1969-082E
1969-082F – 1969-082F
1969-082G – 1969-082G
1969-082H – TEMPSAT 2
1969-082I – 1969-082I
1969-082J – SOICAL (Cylinder)
1969-082K – SOICAL (Cone)
- 1969-083A – Boreas – 1969-10-01
- 1969-084A – Meteor 1 (69-084A) – 1969-10-06
- 1969-085A – Sojuz 6 – 1969-10-11
- 1969-086A – Sojuz 7 – 1969-10-12
- 1969-087A – Sojuz 8 – 1969-10-13
- 1969-088A – Intercosmos 1 – 1969-10-14
- 1969-089A – Kosmos 302 – 1969-10-17
- 1969-090A – Kosmos 303 – 1969-10-18
- 1969-091A – Kosmos 304 – 1969-10-21
- 1969-092A – Kosmos 305 – 1969-10-22
- 1969-093A – Kosmos 306 – 1969-10-24
- 1969-094A – Kosmos 307 – 1969-10-24
- 1969-095A – KH 8-24 – 1969-10-24
- 1969-096A – Kosmos 308 – 1969-11-04
- 1969-097A – Azur 1 – 1969-11-08
- 1969-098A – Kosmos 309 – 1969-11-12
- 1969-099A – Apollo 12 Command and Service Module (CSM) – 1969-11-14

1969-099B – Apollo 12 S-IVB
1969-099C – Lunar Module / ALSEP
- 1969-100A – Kosmos 310 – 1969-11-15
- 1969-101A – Skynet 1 – 1969-11-22
- 1969-102A – Kosmos 311 – 1969-11-24
- 1969-103A – Kosmos 312 – 1969-11-24

1969-103B – 1969-103B
- 1969-104A – Kosmos 313 – 1969-12-03
- 1969-105A – KH-4B 1108-1969-12-04
- 1969-106A – Kosmos 314 – 1969-12-11

1969-106B – 1969-106B
- 1969-107A – Kosmos 315 – 1969-12-20
- 1969-108A – Kosmos 316 – 1969-12-23

1969-108C – 1969-108C
- 1969-109A – Kosmos 317 – 1969-12-23
- 1969-110A – Intercosmos 2 – 1969-12-25

1969-110B – 1969-110B